# フィニンヴェスト
フィニンヴェスト (Fininvest S.p.A.) は、イタリアに本社を置く、1975年にシルヴィオ・ベルルスコーニによって設立されたベルルスコーニ家の株式を所有する持株会社である。名称は「Finanziaria Investimento」（投資持株会社）の略。

## 歴史

### 「フィニンヴェスト」以前
「フィニンヴェスト」はシルヴィオ・ベルルスコーニにより1978年ミラノに設立されたが、既に彼は1961年からイタリアの富豪として、土木分野での実業家活動（ミラノ2、ミラノ3、ブルゲーリオ）などを始めていた。
70年代終盤に向かい、1977年ベルルスコーニは「ソシエタ・ユーロペア・ディ・エディゾーニ」（新聞イル・ジョルナーレを統率）の株を取得し、翌年に放送局テレミラノを作り、マンゾーニ劇場を取得した。

### フィニンヴェスト
1978年に全てがベルルスコーニが個人資産として保有する持株会社フィニンヴェストが誕生し、翌年にはレーテイタリアと成長中であったテレビ市場でテレミラノを支えるための広告代理店プブリタリア'80を設立した。

### テレビ局と「メディアセット」
1980年にテレミラノはカナーレ5となる。グループはイタリア1（1983年）とレーテ4、さらに週刊誌「TVソッリージ・エ・カンツォーニ」（イタリアの主要な劇場。TV案内雑誌のひとつ）を取得した。シルヴィオ・ベルルスコーニは1986年にフランスで最初の無料テレビ民間放送局ラ・サンク（1992年に廃止）を、1988年にはドイツでテレ5（1992年廃止）を、1990年にはスペインでテレシンコ（イベリア半島で大きな放送局の一つとして現在も存在）を設立した。1996年にフィニンヴェストはテレビ関連の活動を分割し、保有するイタリアの地上波テレビ3局をまとめてメディアセットを設立した。6年後にはテレシンコもグループに取り入れられた。

### 「モンダドーリ」
1991年には論争を起こしつつもモンダドーリの取得を行い出版業界に参入。モンダドーリ株を所有するレスプレッソ出版グループの所有者であるカルロ・デ・ベネデッティの手腕により実現した。

### 他の活動
1986年にシルヴィオ・ベルルスコーニはサッカークラブ運営会社ミランを手に入れ、1988年には、イタリアで最も大きな百貨店の一つスタンダ（1997年に譲渡）を取得した。1995年にはメドゥーザ・フィルムを起こし映画製造配給業に参入した。1996年にグループは、パージネ・ウーティリの初版を発行しディレクトリ業界に参入した。

### 現在のフィニンヴェスト
現在は彼の長女マリーア・エルヴィラ・ベルルスコーニにより運営されている（2005年に引退したアルド・ボノーモに続き）。またパスクアーレ・カンナテッリが最高経営責任者となっている。

## 保有資産
保有資産はテレビ部門（メディアセット）、出版（アルノルド・モンダドーリ出版 ）、ディレクトリ（パージネ・ウーティリ）、保険・金融（メディオラーヌム）、スポーツ（ACミラン）、劇場（マンゾーニ劇場）。1995年までにあった部門は不動産や大型店舗で、その後放出した。メディアセット、モンダドーリ、メディオラーヌムはイタリア株式市場に上場している。

## 構成と子会社
- メディアセット 35%
- アルノルド・モンダドーリ出版 50.2%
- ACミラン 100%
- パージネ・ウーティリ 45%
- メディオラーヌム 35%
- マンゾーニ劇場 100%

## 旧所属フィニンヴェスト
- イル・ジョルナーレ （パオロ・ベルルスコーニに譲渡）
- レーテ・イタリア （消滅）
- スタンダ （分割し譲渡）
- エディルノルド （譲渡）
- プログランマ・イタリア （メディオラーヌムに統合）
- シルヴィオ・ベルルスコーニ出版 （メディオラーヌムに統合）
- メドゥーザ・フィルム （メディアセットに統合）
- ジュンピ （メディアセットに統合）

## 商号
グループの商号はバジリスコで、ミラノのヴィスコンティ家の紋章の特徴でもある紋章を利用している。
バジリスコ（この名前は「蛇の王」を意味する）は力の象徴で、このことから多くの貴族や、バーゼルのような独立都市で使用されている。
ヴィスコンティのバジリスコはムーア人を食べる場面が書かれていた。しかし、フィニンヴェストグループのバジリスコは口には一輪の花をくわえている。

## 批評
イタリアの富豪シルヴィオ・ベルルスコーニはフィニンヴェストの所有者であり、SME事件における進行中の裁判での腐敗。いくつかの収支偽装に対する告発（これについては2008年に釈放された）などミラノの実業家の裁判訴訟の多くが同企業と関係している。
レーテクアットロ調停の後にも、イタリア国内でのアナログ放送へのレーテ4のテレビ許可法（他の技術の認可後）との関連などが存在する。